# موزه مادام توسو

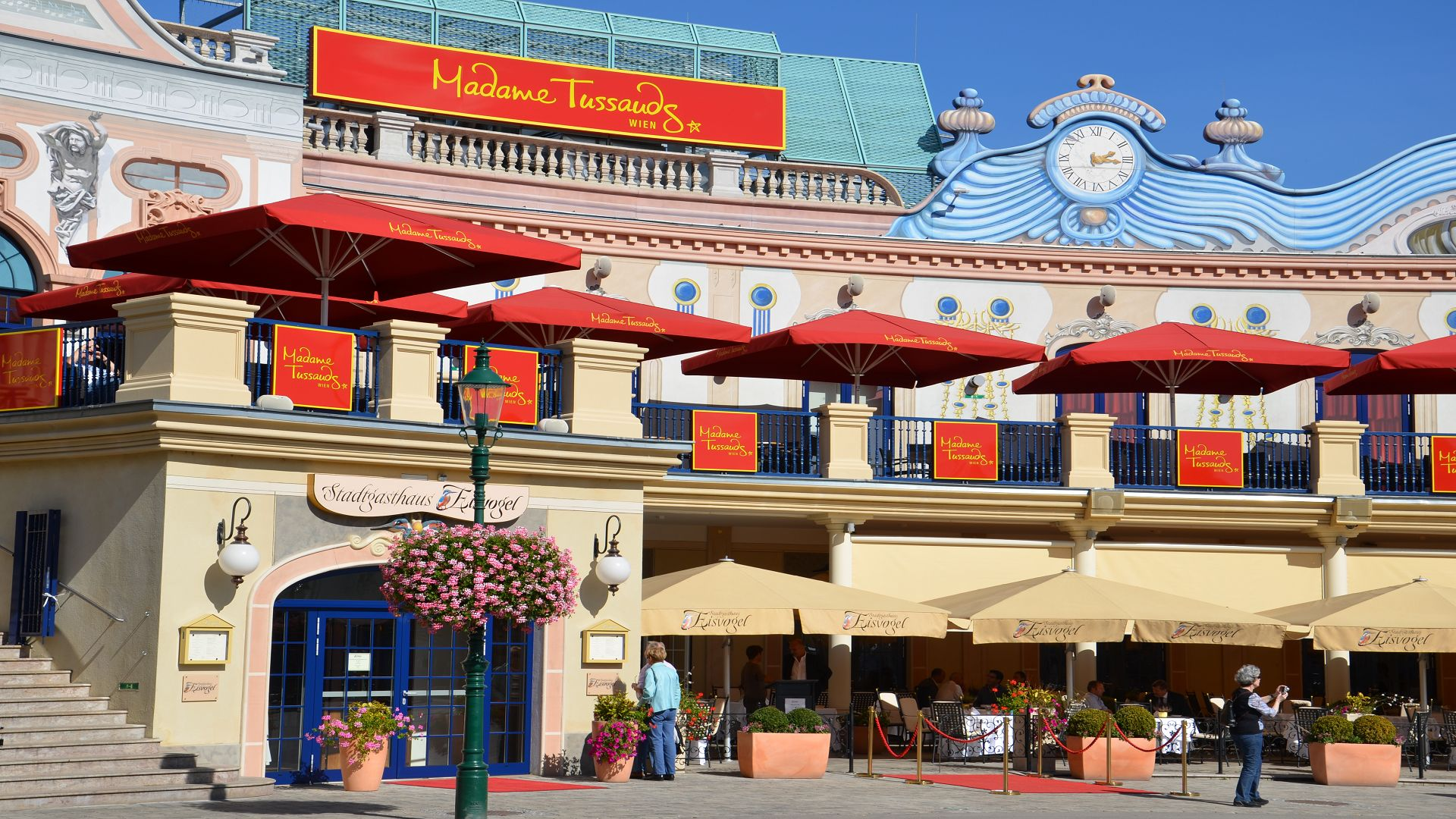
نمایی بیرونی از ساختمان اصلی موزه مادام توسو در لندن.

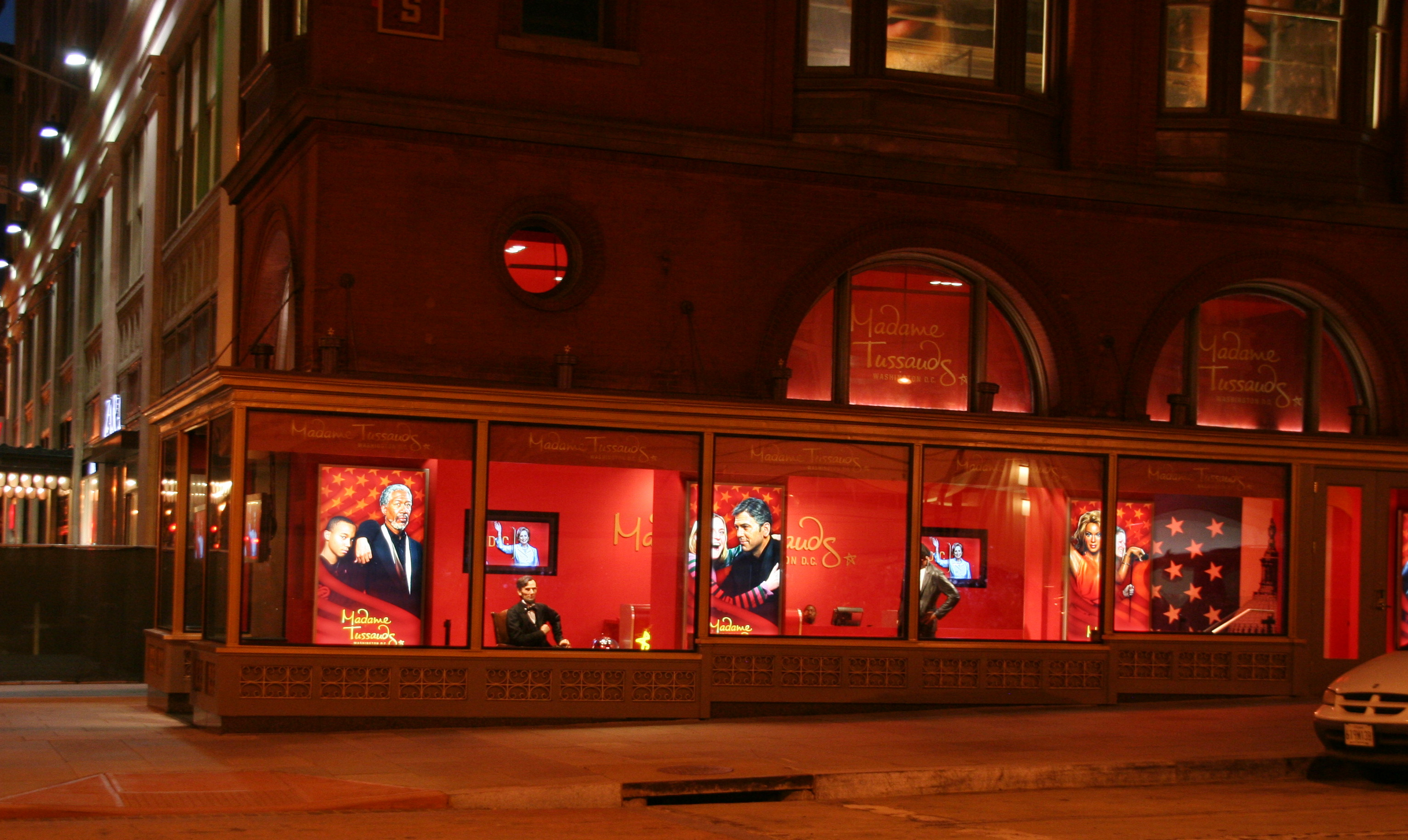
نمایی بیرونی از ساختمان موزه مادام توسو در واشینگتن دی‌سی.

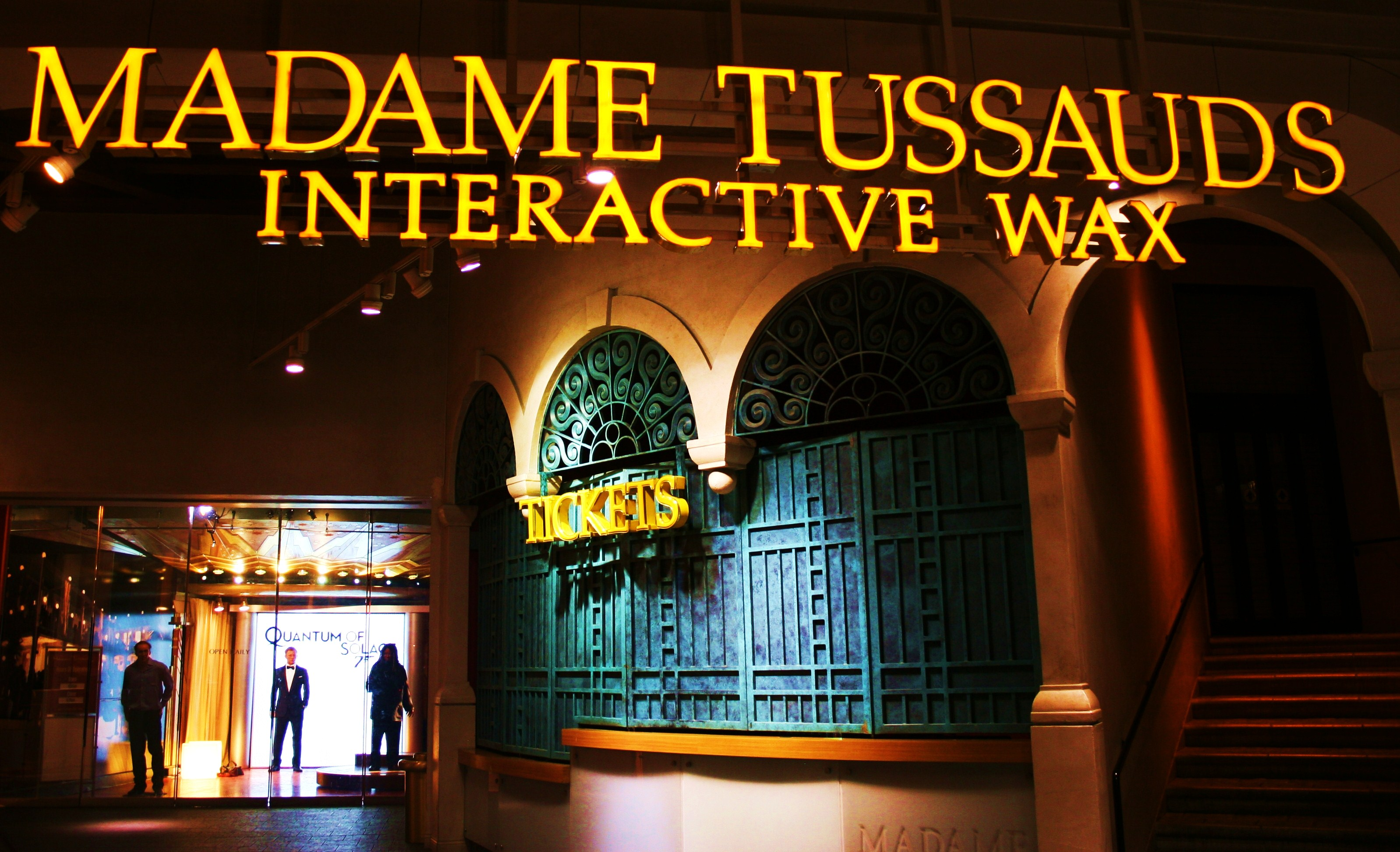
نمایی بیرونی از ساختمان موزه مادام توسو در لاس وگاس.

مادام توسو (به انگلیسی: Madame Tussauds) نام موزهٔ مشهوری است که مرکز آن در شهر لندن، انگلستان قرار دارد. در این موزه تندیس‌های مومی افراد مشهور و تاریخ‌ساز، ساخته و نگهداری می‌شود. این موزه توسط ماری توسو در سدهٔ هیجدهم میلادی پایه‌گذاری شد.
موزه‌های «مادام توسو» یکی از دیدنی‌های شهرهای مهم جهان است. تندیس‌های مومی از افراد مشهور چنان به واقعیت شبیه‌اند که حیرت بازدیدکنندگان را برمی‌انگیزند.
توریست‌هایی که به لندن، آمستردام یا برلین سفر می‌کنند، برای دیدن موزه مادام توسو از لحظاتی پیش از باز شدن درهای موزه، جلوی ورودی آن صف می‌کشند. نگاه‌های کنجکاو و علاقه‌مند منتظرند تا به دیدن چهره‌های سرشناس هالیوود یا دنیای موسیقی و مد و سیاست بروند و در کنار آن‌ها عکس‌های یادگاری بگیرند.
وقتی نام «مادام توسو» به زبان می‌آید، همه به یاد تندیس‌های مومی افراد مشهور می‌افتند که تشابه آن‌ها به واقعیت چنان است که مشکل بتوان باور کرد این‌ها تنها مجسمه‌هایی ساخته شده از موم هستند.
در این میان بازدیدکنندگان مشتاق چنان غرق در دنیای ستارگان می‌شوند و به دنبال عکس گرفتن هستند که کمتر به تندیس مومی بانویی سالخورده توجه می‌کنند که در گوشه‌ای جای گرفته و شاهد این هیاهوست؛ بانویی به نام «مادام توسو» که دویست و پنجاه سال پیش چشم به جهان گشود و به جایی رسید که هیچ‌کس گمان نمی‌برد.
مادام توسو به همراه پسرانش تا هنگام مرگش در سن ۸۹ سالگی نمایشگاه تندیس‌های مومی را اداره می‌کرد. آخرین تندیسی که او پیش از مرگ به اتمام رساند پرتره‌ای از خود است.

## شعبه‌ها
موزه مادام توسو شعبه‌هایی در شهرهای آمستردام، برلین، وین، پراگ، لاس‌وگاس، نیویورک، هنگ کنگ، شانگهای، توکیو، سیدنی, استانبول، سنگاپور و واشینگتن دی‌سی دارد. 

## نگارخانه

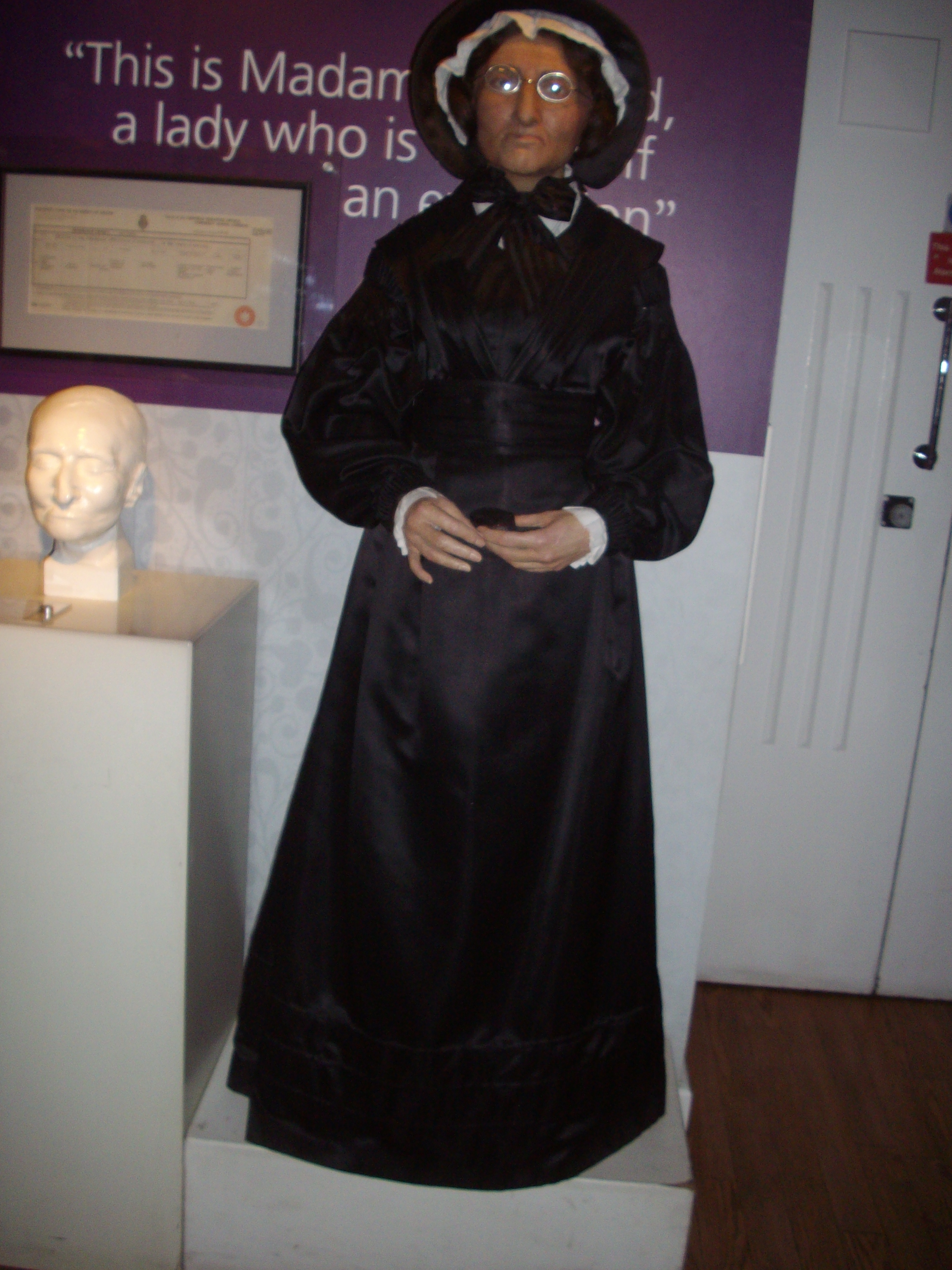
ماری توسو
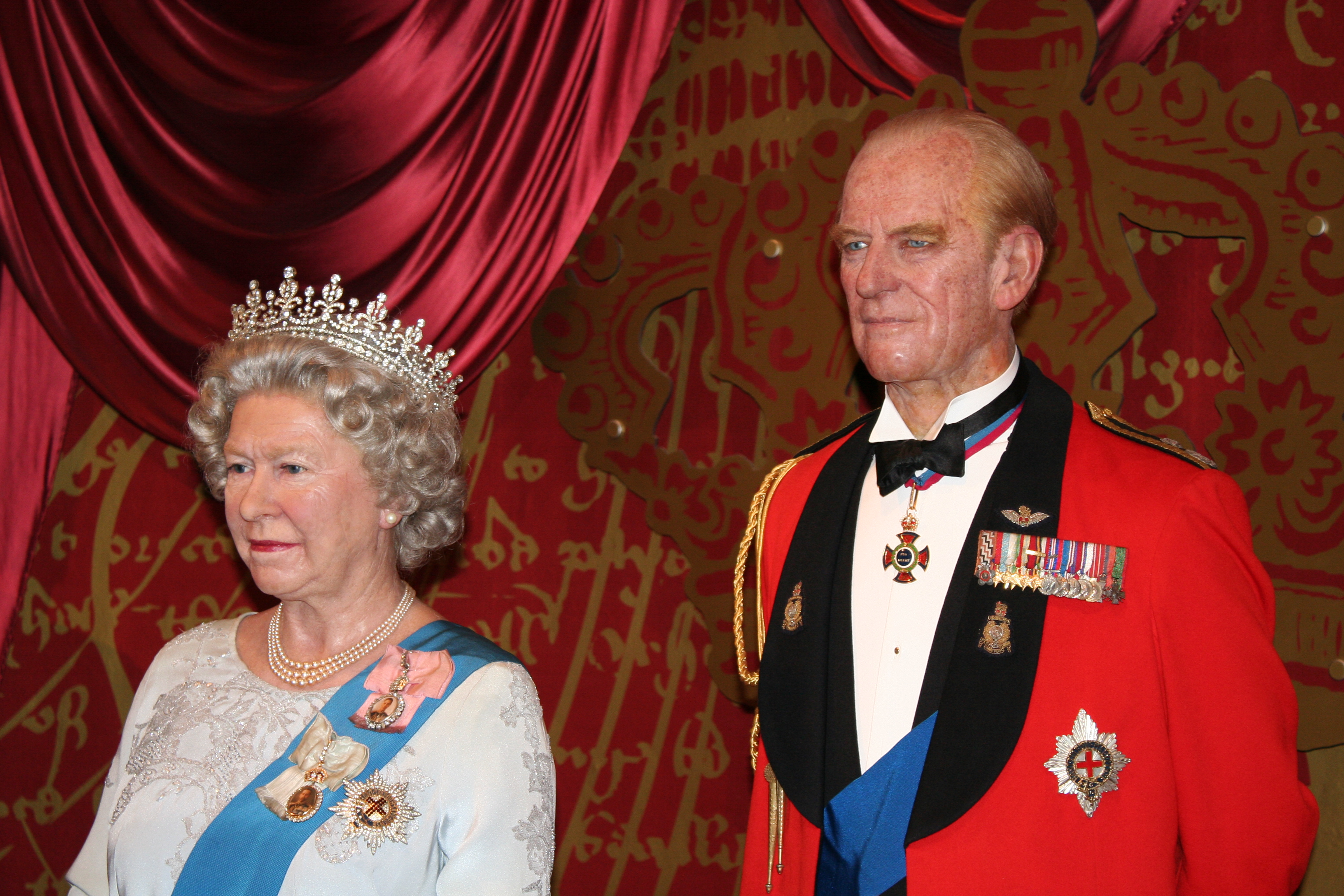
الیزابت دوم
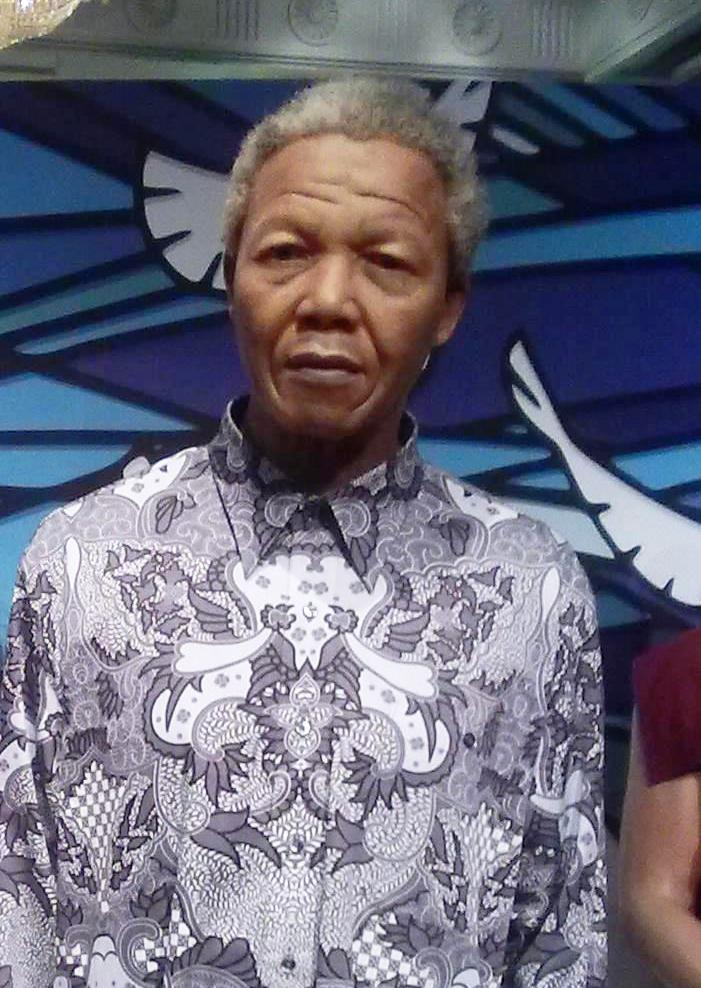
نلسون ماندلا
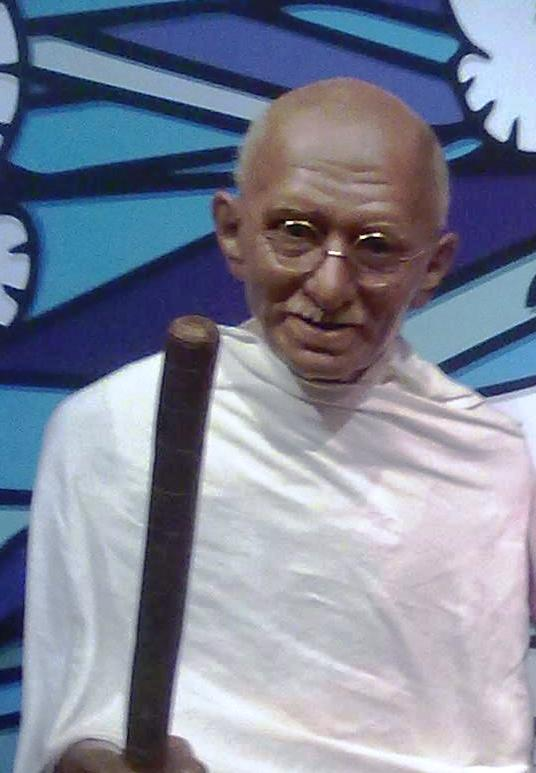
ماهاتما گاندی
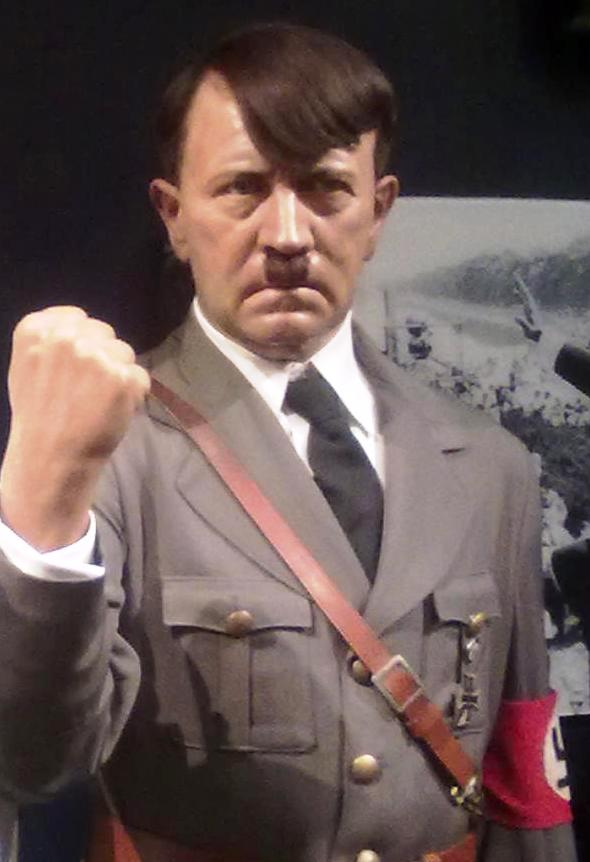
آدولف هیتلر
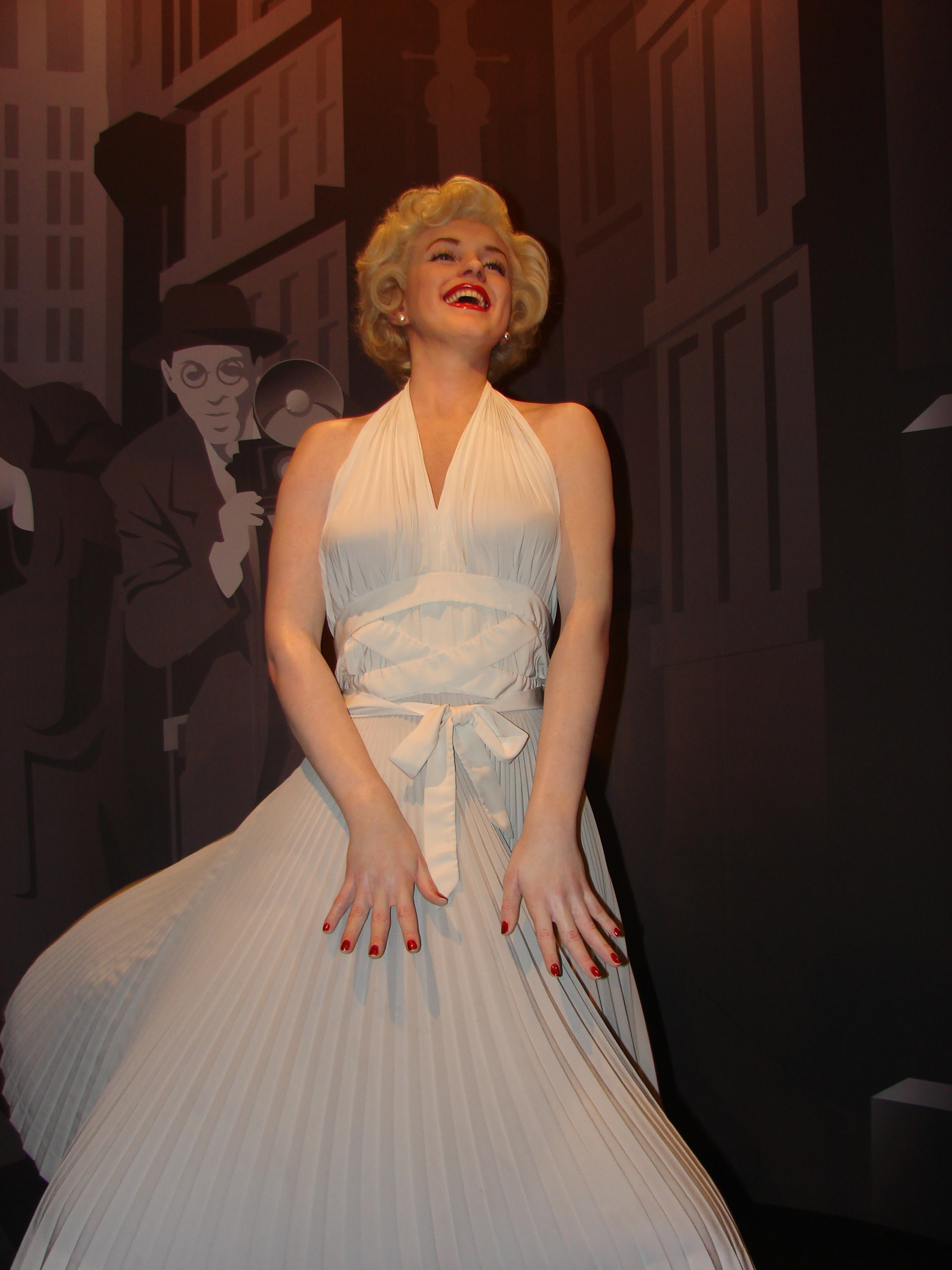
مریلین مونرو
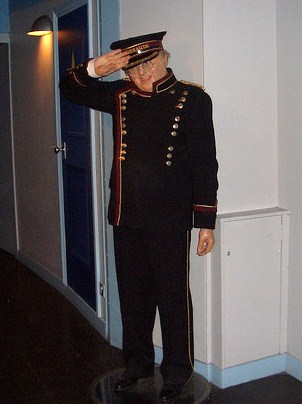
بنی هیل
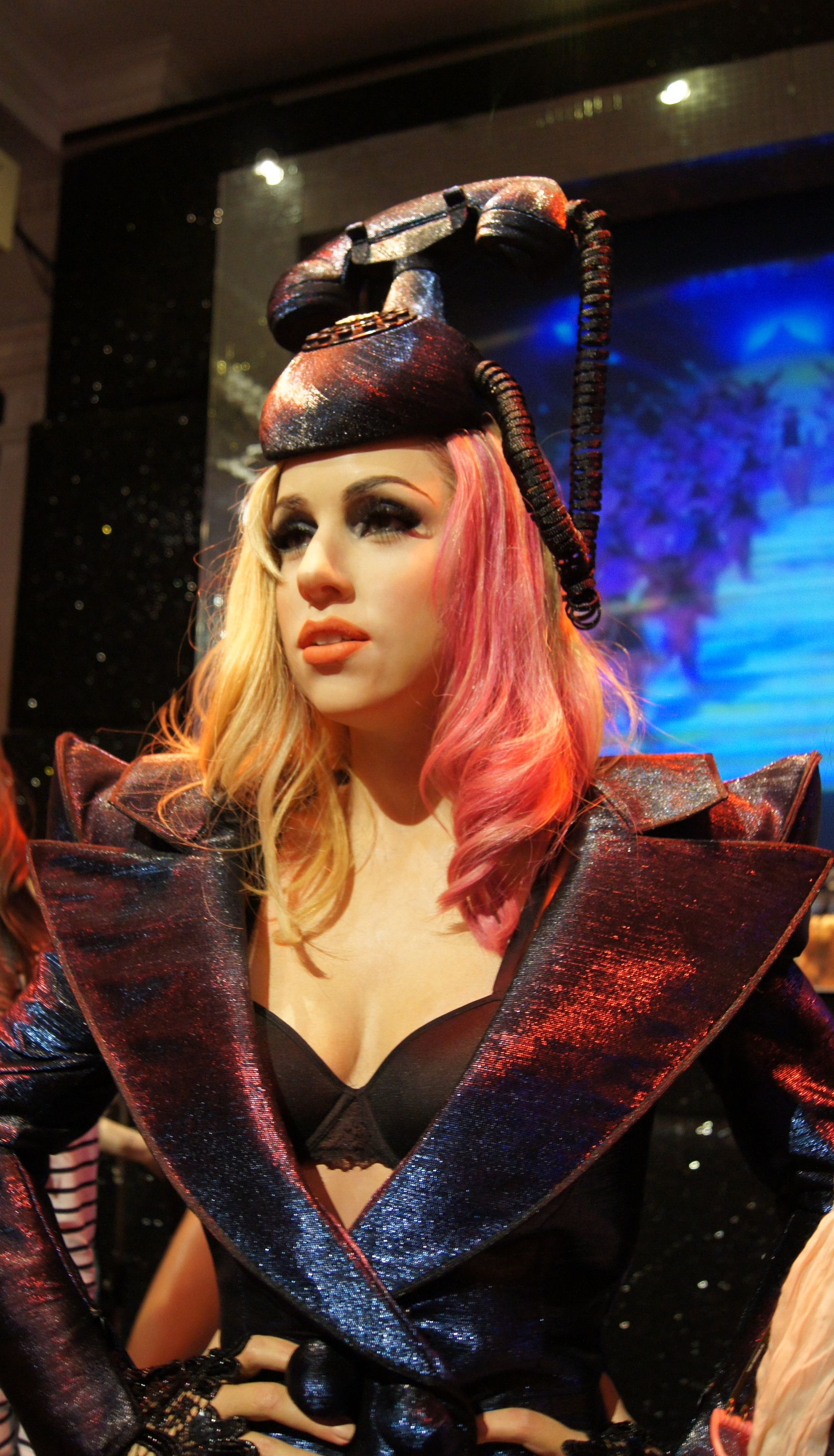
لیدی گاگا
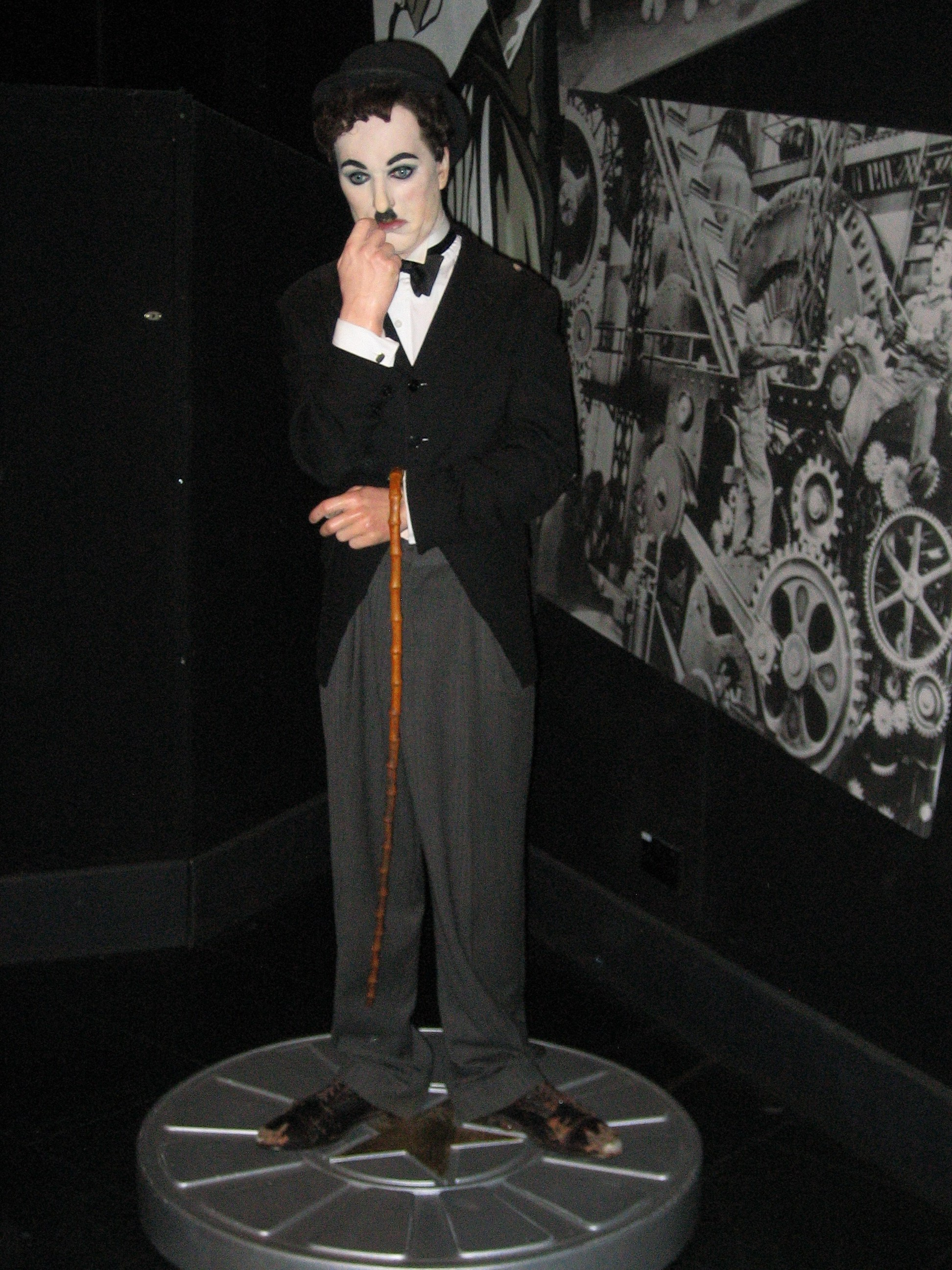
چارلی چاپلین
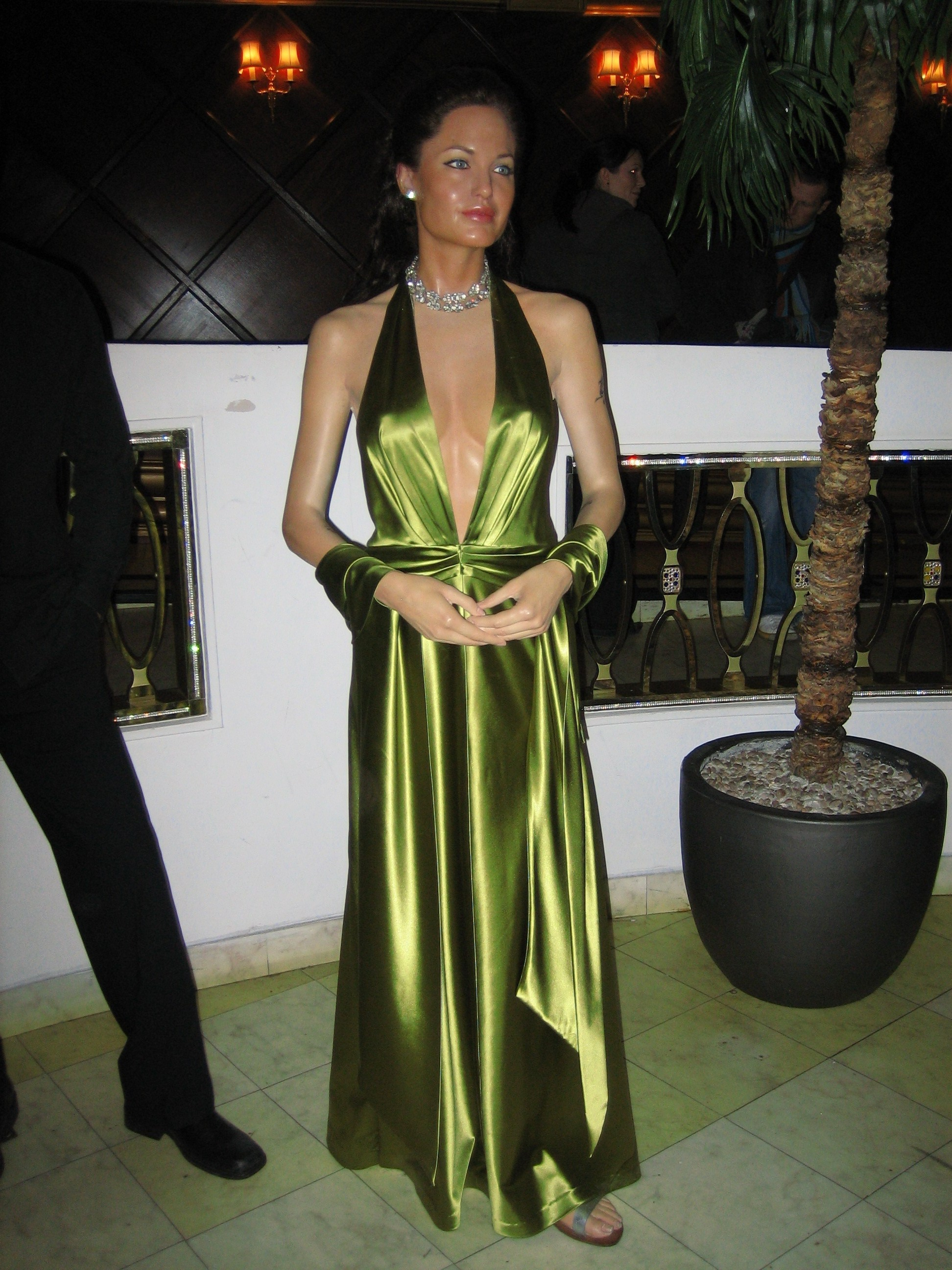
آنجلینا جولی
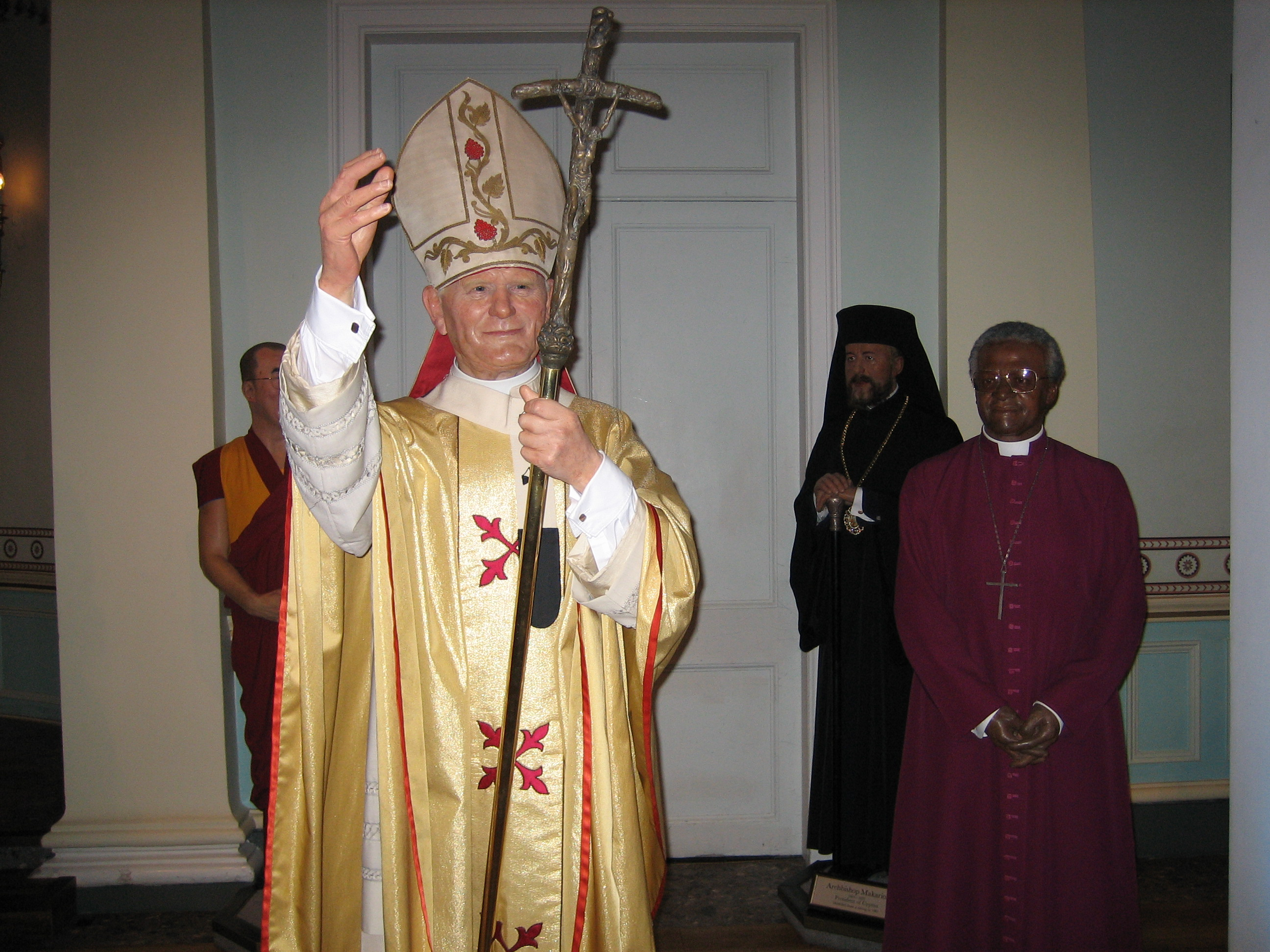
ژان پل دوم
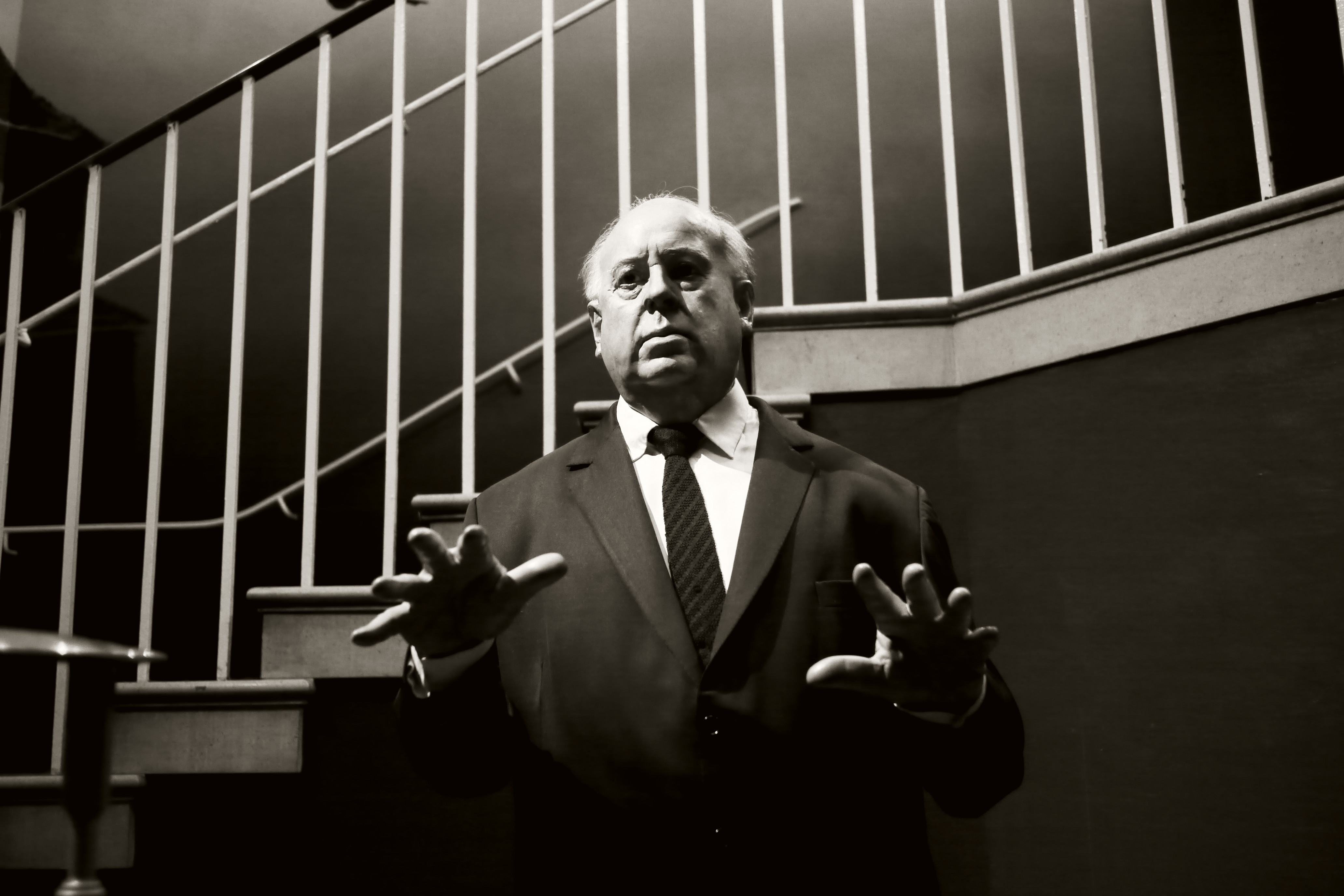
آلفرد هیچکاک
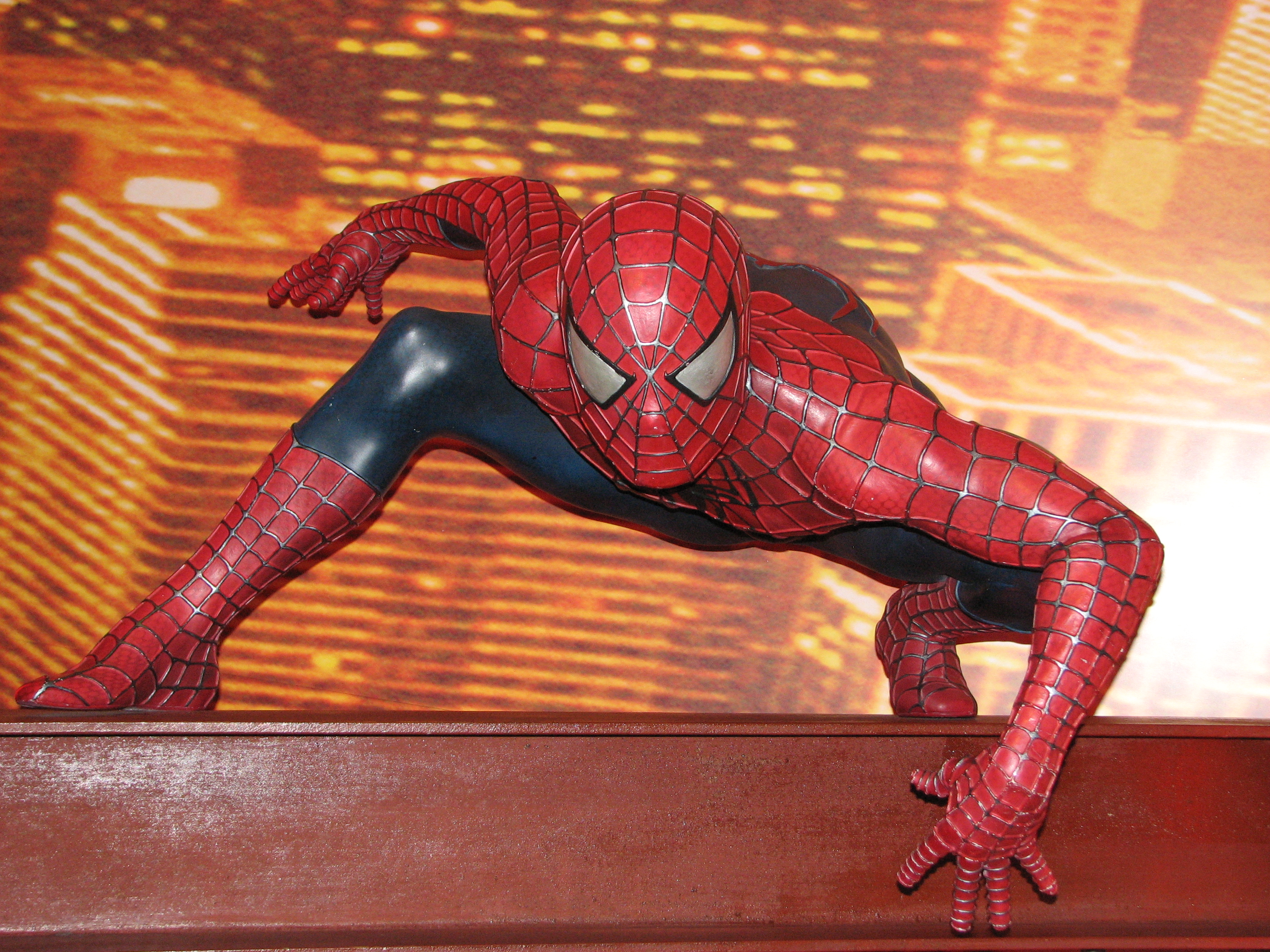
مرد عنکبوتی
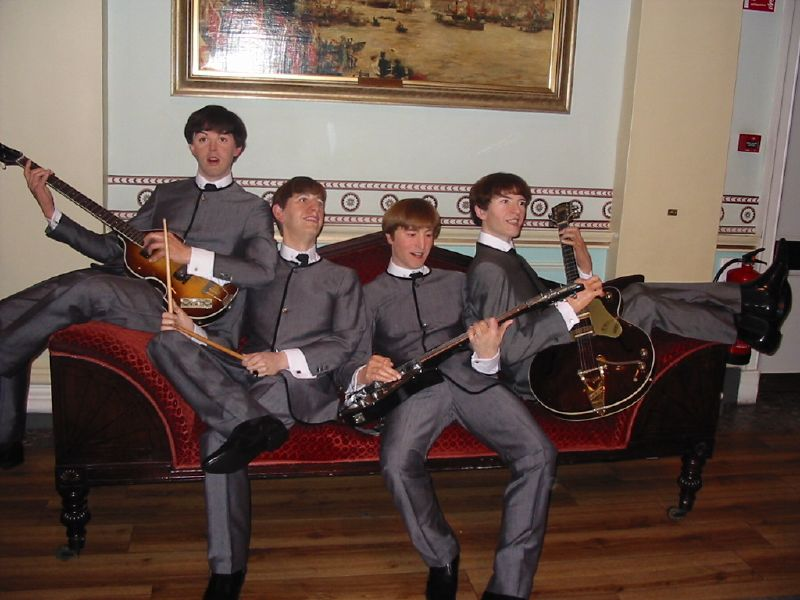
بیتل‌ها
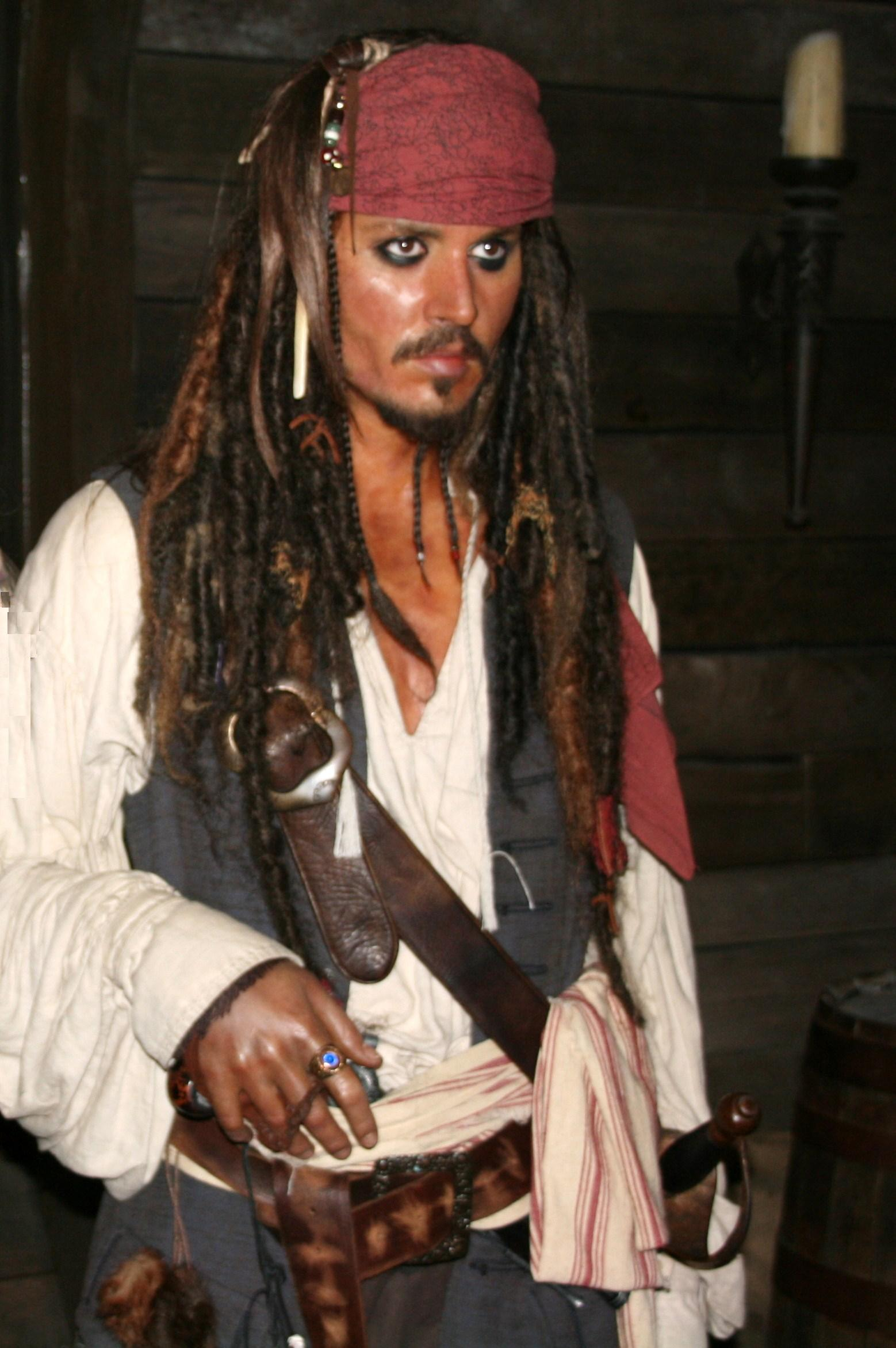
جک اسپارو
الیزابت دوم
آمیتاب باچان
آیشواریا رای
باب مارلی
نیکول کیدمن
یاسر عرفات